# Cecília görög hercegnő
Cecília görög hercegnő (Tatoi, 1911. június 22. – Oostende, 1937. november 16.) Fülöp edinburgh-i herceg harmadik nővéreként született a görögországi Tatoi Palotában, a királyi család nyári rezidenciájában, Athéntól 15 kilométerre északra.

## Élete
Cecília András görög királyi herceg és Aliz battenbergi hercegnő harmadik gyermekeként és harmadik leányaként jött világra. Július 2-án keresztelték meg, Tatoi városában. Keresztszülei V. György brit király, Ernő Lajos hessei nagyherceg, Miklós görög herceg és Württembergi Vera hercegné voltak. Két nővére (Margit és Teodóra) volt, majd egy húga (Zsófia) és egy öccse (Fülöp) született.
1922-ben mint koszorúslány, Cecília és lánytestvérei is részt vettek bácsikájuk, Mountbatten Lajos lord és Edwina Ashley menyegzőjén.

## Házassága, gyermekei
1931. február 2-án, Darmstadtban Cecília feleségül ment György Donáthoz, a hessei és rajnai nagyhercegi trón örököséhez, akinek három gyermeket szült. Lajos Ernő András, Sándor György Károly Henrik állapotos anyjukkal együtt haltak meg 1937. november 16-án repülőgép-szerencsétlenségben. Az 1933. április 14-én született Johanna Marina Eleonóra csak kevéssel élte túl őket, 1939. június 14-én agyhártyagyulladás következtében meghalt.

## Halálának körülményei
1937. november 16-án Cecília, férje, annak édesanyja, Eleonóra nagyhercegné és két kisfiuk Londonba indult, hogy részt vegyen Lajos herceg és Margaret Campbell-Geddes esküvőjén. Ostende közelében gépük kigyulladt, majd lezuhant. A fedélzeten utazók mind meghaltak. Cecília nyolc hónapos terhes volt.
Cecíliát hitvese, két kisfia és meg nem született magzata mellett helyezték végső nyugalomra Darmstadtban, a Rosenhöhe temetőben, a Hessei család kriptájában. Az otthon maradt gyermeket, Johannát édesapja testvére, Lajos herceg és annak felesége, Margit hercegné adoptálta, ám a gyermek két évvel később agyhártyagyulladásban meghalt. Testét szülei és testvérei mellé temették el.

## Politikai szerepvállalása
Cecília és férje 1937. május 1-jén belépett a náci pártba.